# Arona (capital municipal)
Arona es una de las entidades de población que conforman el municipio homónimo, en la isla de Tenerife — Canarias, España—, siendo la capital administrativa del mismo.

## Toponimia
El término con el que se conoce a esta localidad es de procedencia guanche.

## Características
Está situada en la zona de medianías del término municipal, al pie de la montaña llamada Meseta de La Escalona, a unos 630 m s. n. m.
Está formada por los núcleos de Arona, Las Casas, Montaña Frías, Sabinita Alta, Túnez y Vento.
Como capital del término municipal, Arona cuenta con gran parte de las instituciones administrativas del mismo, como el propio Ayuntamiento. La localidad posee además una comisaría de la policía local, el Centro de Educación Infantil y Primaria Óscar Domínguez, una oficina de Correos, varias instalaciones deportivas como el campo municipal de fútbol Fernando Pérez, un centro social, un casino, varios templos católicos —iglesia parroquial de san Antonio abad y capilla del Calvario en el casco, iglesia de Santa Teresa de Jesús Jornet Ibars en Túnez y ermita de san Andrés apóstol en Las Casas—, centro de salud, plazas públicas, farmacia, gasolinera, un parque público, entidades bancarias, varios parques infantiles, comercios, bares y restaurantes. Aquí se localiza también el cementerio municipal.

### Bien de Interés Cultural
El casco del pueblo fue declarado Bien de Interés Cultural en la categoría de Conjunto Histórico por Decreto del Gobierno de Canarias de 2 de abril de 2007, justificándose su declaración por acoger «un conjunto de inmuebles de gran valor histórico, etnográfico y arquitectónico».

## Demografía
Ha logrado mantener una población relativamente estable en las últimas décadas, por ser la capital municipal, a pesar de que la mayor parte de la actividad económica del municipio se ha desplazado al sector costero. 